# Sepanjang Jaya
Sepanjang Jaya is een bestuurslaag in het regentschap Kota Bekasi van de provincie West-Java, Indonesië. Sepanjang Jaya telt 37.116 inwoners (volkstelling 2010).